# Doug Ducey
Douglas Anthony (Doug) Ducey (Toledo (Ohio), 9 april 1964) is een Amerikaans politicus van de Republikeinse Partij. Tussen 2015 en 2023 was hij de gouverneur van de Amerikaanse staat Arizona.

## Biografie
Ducey werd geboren in Ohio als Douglas Anthony Roscoe. Nadat zijn ouders scheidden, en zijn moeder in 1975 hertrouwde met zakenman Michael Ducey, werd zijn achternaam veranderd in die van zijn stiefvader.
In 1982 verhuisde Ducey naar Arizona om te gaan studeren aan de Arizona State University. Hij behaalde er in 1986 zijn Bachelor of Science in financiën. Vervolgens was hij werkzaam bij het bedrijf Procter & Gamble en was hij tot 2007 actief als CEO van Cold Stone Creamery, een keten van ijssalons.
In 2010 werd Ducey verkozen tot minister van Financiën van Arizona. Hij diende onder gouverneur Jan Brewer en behield deze functie gedurende vier jaar. Toen Brewer zich in 2014 niet herkiesbaar kon stellen als gouverneur, stelde Ducey zich kandidaat om haar op te volgen. Hij slaagde erin de Republikeinse voorverkiezing te winnen en wist bij de algemene gouverneursverkiezing ook zijn Democratische tegenstander Fred DuVal te verslaan. Met ruim 53% van de stemmen werd Ducey verkozen tot gouverneur van Arizona. Hij werd in januari 2015 ingezworen in de hoofdstad Phoenix.
In 2018 werd Ducey herkozen voor een tweede ambtstermijn. Deze ging van start in januari 2019 en liep tot januari 2023. Conform de wetgeving kon hij zich daarna niet nogmaals herkiesbaar stellen. Hij werd als gouverneur opgevolgd door Katie Hobbs van de Democratische Partij.